# Oxypetalum cordifolium
Oxypetalum cordifolium är en oleanderväxtart som först beskrevs av Étienne Pierre Ventenat, och fick sitt nu gällande namn av Schlechter. Oxypetalum cordifolium ingår i släktet Oxypetalum och familjen oleanderväxter.

## Underarter
Arten delas in i följande underarter:
- O. c. brasiliense
- O. c. cordifolium
- O. c. mexiae
- O. c. pedicellatum